# Karl-Heinrich Brenner
Karl Jakob Heinrich Brenner —también Karl-Heinrich Brenner— (1 de mayo de 1895-14 de febrero de 1954) fue un condecorado general de las Waffen-SS quien sostuvo el rango de SS-Gruppenführer y Generalleutnant de Polizei durante la era nazi. Fue condecorado con la Cruz de Caballero de la Cruz de Hierro de la Alemania Nazi.

## Condecoraciones
- Cruz de Caballero de la Cruz de Hierro el 27 de diciembre de 1944 como SS-Gruppenführer y Generalleutnant de Policía.[1]
- Broche de la Cruz de Hierro 2.ª Clase (4 de agosto de 1941) & 1.ª Clase (17 de agosto de 1941)[2]
- Medalla de Herido de 1939 en Oro (27 de septiembre de 1941)[2]
- Insignia de Asalto de Infantería en Plata (16 de mayo de 1944)[3]
- Cruz al Mérito de Guerra 2.ª Clase con Espadas (24 de julio de 1940) & 1.ª Clase con Espadas (1 de septiembre de 1942)[2]